# Menzogna (film 1952)
Menzogna è un film del 1952 diretto da Ubaldo Maria Del Colle, al suo ultimo film nonché l'unico realizzato nell'epoca del sonoro.

## Trama
Napoli. Luisa, una ricca vedova abituata ad organizzare feste mondane, intrattiene da un anno un'infelice relazione passionale con Fabrizio, un suo inserviente che la umilia e la sfrutta. Per sfuggire a questa situazione, si trasferisce in un piccolo villaggio di pescatori, dove seduce Gianni, un giovane barcaiolo già legato sentimentalmente a Mariella, la povera ma bella ragazza acqua e sapone che nel paese viene chiamata "angelo dei pescatori".
Il padre di Mariella, trovandosi in difficoltà economiche, la promette in sposa a Rocco, un signorotto che detta legge nel villaggio grazie al suo denaro, proprietario anche della villa affittata a Luisa. Gianni inizialmente tenta di opporsi a Rocco perché vorrebbe essere lui a sposare Mariella, ma rinuncia al proposito dopo essersi innamorato di Luisa.
Luisa viene però rintracciata da Fabrizio che, vistosi respinto, le spara. La colpa ricade su Gianni, che viene arrestato. Mariella, per fornirgli un alibi, afferma pubblicamente di aver trascorso la sera dell'omicidio in intimità con Gianni, ma la polizia non le crede ed invece suo padre, credendole, la caccia via per la vergogna. Mariella, riprovata anche dagli altri abitanti del villaggio, si rifugia in una casa disabitata, ma viene raggiunta da Rocco che ne approfitta per tentare di violentarla.
Fuggendo spaventata, Mariella scivola tra gli scogli e rimane svenuta sulla riva, dove prende freddo ammalandosi gravemente. Dopo aver trascorso alcuni giorni a letto lottando contro la morte, ella guarisce e ritrova Gianni accanto a sé, scagionato dalla testimonianza di Maddalena, la domestica di Rocco, che quella sera aveva incontrato per strada l'amante di Luisa ma finora non aveva parlato perché intimata di tacere da Rocco.
Rocco pagherà per i suoi misfatti e Mariella, guarita, potrà così iniziare una nuova vita insieme a Gianni.

## Produzione
Prodotto e distribuito dalla Titanus (e realizzato nei suoi studi romani), il film rientra nel filone dei melodrammi sentimentali, comunemente detto strappalacrime (in seguito ribattezzato neorealismo d'appendice dalla critica), allora molto in voga tra il pubblico italiano.

## Distribuzione
Il film fu distribuito nel circuito cinematografico italiano nell'autunno del 1952, uscendo però in date diverse da città a città: il 27 settembre fu presentato a Torino, mentre a Milano arrivò nelle sale il 10 novembre ed a Roma il 16 novembre.
Venne in seguito distribuito anche in Portogallo (11 gennaio 1954), Francia (24 febbraio 1954) e Finlandia (9 luglio 1954).

## Accoglienza
Il film fu premiato da un buon successo di pubblico.